# Bohuslav Ebermann
Temple de la renommée tchèque :
Bohuslav Ebermann (né le 19 septembre 1948 à Vochov en Tchécoslovaquie, aujourd'hui en République tchèque) est un ancien joueur professionnel de hockey sur glace. Il est actuellement entraineur pour des équipes européennes de hockey sur glace.
Il fut membre de l'équipe nationale tchécoslovaque avec laquelle il participa aux jeux olympiques de 1976 et 1980. Il est porte-drapeau de la délégation tchécoslovaque aux Jeux olympiques d'hiver de Lake Placid en 1980 et capitaine de l'équipe de hockey sur glace.

## Biographie

### Carrière à Grenoble
Il a joué pour l'équipe de Škoda Plzeň (République tchèque) puis pour celle de Grenoble (France). Il rejoint le club des Brûleurs de loups en 1983. Il joue six saisons et met un terme à sa carrière de joueur en 1989.
Il devient également entraineur du club durant la saison 87/88 et le restera jusqu'en 1991.
Champion de France en 1991 (coupe Magnus).

### Suite de sa carrière d'entraineur
Il sera entraineur du club de Sierre en Suisse à partir de 1992.
Il sera entraineur de Reims pour la saison 1997/98.

## Palmarès
180 fois international tchécoslovaque, une fois champion du monde en 1977, six fois vice-champion du monde, deux fois médaillé aux Jeux Olympiques dont l'argent en 1976, champion d'Europe junior, vainqueur du tournoi des Izvestia à Moscou, deux fois champion de Tchécoslovaquie sénior.

## Statistiques
| Saison    | Équipe         | Ligue           |    | Saison régulière | Saison régulière | Saison régulière | Saison régulière | Saison régulière |   | Séries éliminatoires | Séries éliminatoires | Séries éliminatoires | Séries éliminatoires | Séries éliminatoires |
| Saison    | Équipe         | Ligue           | PJ | B                | A                | Pts              | Pun              | PJ               | B | A                    | Pts                  | Pun                  |                      |                      |
| 1973-1974 | TJ Škoda Plzeň | 1.hokejová liga | -  | -                | -                | -                | -                |                  |   |                      |                      |                      |                      |                      |
| 1974-1975 | TJ Škoda Plzeň | 1.hokejová liga | -  | -                | -                | -                | -                |                  |   |                      |                      |                      |                      |                      |
| 1975-1976 | TJ Škoda Plzeň | 1.hokejová liga | -  | -                | -                | -                | -                |                  |   |                      |                      |                      |                      |                      |
| 1976-1977 | TJ Škoda Plzeň | 1.hokejová liga | 44 | 31               | 25               | 56               | -                |                  |   |                      |                      |                      |                      |                      |
| 1977-1978 | TJ Škoda Plzeň | 1.hokejová liga | 43 | 27               | 9                | 36               | 46               |                  |   |                      |                      |                      |                      |                      |
| 1978-1979 | TJ Škoda Plzeň | 2.hokejová liga | -  | -                | -                | -                | -                |                  |   |                      |                      |                      |                      |                      |
| 1979-1980 | TJ Škoda Plzeň | 1.hokejová liga | 43 | 19               | 0                | 19               | 30               |                  |   |                      |                      |                      |                      |                      |
| 1980-1981 | TJ Škoda Plzeň | 1.hokejová liga | 38 | 14               | 16               | 30               | 33               |                  |   |                      |                      |                      |                      |                      |
| 1981-1982 | Lausanne HC    | LNB             | 38 | 39               | 34               | 73               | -                |                  |   |                      |                      |                      |                      |                      |
| 1982-1983 | Lausanne HC    | LNB             | 38 | 28               | 28               | 56               | -                |                  |   |                      |                      |                      |                      |                      |
| 1986-1987 | CSG Grenoble   | Nationale 1A    | -  | -                | -                | -                | -                |                  |   |                      |                      |                      |                      |                      |
| 1988-1989 | CSG Grenoble   | Nationale 1A    | 35 | 15               | 18               | 33               | 22               |                  |   |                      |                      |                      |                      |                      |
| 1989-1990 | CSG Grenoble   | Nationale 1A    | 7  | 0                | 0                | 0                | 6                |                  |   |                      |                      |                      |                      |                      |

| Année | Compétition |    | PJ | B | A  | Pts | Pun                |  | Résultat |
| 1974  | CM          | 10 | 4  | 1 | 5  | 2   | Médaille d'argent  |  |          |
| 1975  | CM          | 10 | 4  | 2 | 6  | 4   | Médaille d'argent  |  |          |
| 1976  | JO          | 6  | 0  | 2 | 2  | 2   | Médaille d'argent  |  |          |
| 1977  | CM          | 10 | 7  | 4 | 11 | 8   | Médaille d'or      |  |          |
| 1978  | CM          | 10 | 7  | 5 | 12 | 4   | Médaille d'argent  |  |          |
| 1979  | CM          | 8  | 5  | 4 | 9  | 0   | Médaille d'argent  |  |          |
| 1980  | JO          | 6  | 3  | 1 | 4  | 2   | 5e place           |  |          |
| 1981  | CM          | 8  | 1  | 3 | 4  | 2   | Médaille de bronze |  |          |